# مصطفى محمد الطحان
مصطفى محمد الطحان، الأمين العام لاتحاد المنظمات الطلابية (SOU)، من مواليد لبنان عام 1940م. من بلدة “كوشا” في الشمال اللبناني. حصل على شهادة الماجستير في الهندسة الكيميائية من جامعة استانبول عام 1964م. عمل بعد إتمام دراسته في الكويت في قسم التكرير في شركة النفط حتى العام 1979م.
ساهم في تأسيس الإتحاد الإسلامي العالمي للمنظمات الطلابية عام 1969، وانتخب عضواً في الأمانة العامة في الدورات 1969م، 1971م، 1975م، 1977م. وانتخب أميناً عاماً للإتحاد في يوليو 1980م.
أشرف مباشرة على «مشروع الكتاب الإسلامي»، وترجمته إلى أكثر من سبعين لغة، ضمن سلسلة كتب «الاتحاد الإسلامي العالمي للمنظمات الطلابية».
أشرف مباشرة على إصدار مجلة الأخبار باللغتين العربية والإنجليزية منذ صدورها عام 1969م.
شارك في تأسيس الندوة العالمية للشباب الإسلامي في الرياض، وتم اختياره عضواً في الأمانة العامة للندوة.

## مؤلفاته
له عدة مؤلفات في الفكر والحركة، تمت ترجمة بعضها إلى عدة لغات كالإنجليزية والتركية والأوردية والإندونيسية والكردية والفارسية والفلبينية والمالوية وغيرها.

## مولده، ونشأته
ولد الداعية والمفكر الإسلامي مصطفى محمد الطحان عام 1940م. في بلدة “كوشا” في عكار في الشمال اللبناني. ونشأ في كنف والده محمد الطحان الذي كان فارساً شجاعاً عمله اليدوي أكسبه قوة في الجسم والعزم وصبراً على شؤون الحياة، وكان والده عصامياً بنى نفسه بعزمه، وكان جل همه أن يعلم أبناءه وأن يحقق بهم حلمه بينما هو فقد قصرت ظروف عائلته عن الدفع به في مضمار التعليم، فنشأ أمياً لا يعرف القراءة والكتابة، ولكن الشاب مصطفى الطحان تعلم في مدرسة والده معظم الفضائل من كرم والصلابة في الحق، والدعوة إلى الله وحب الدين والمحافظة على الصلاة ، وأما الوالدة فهي أم مثالية صابرة محتسبة تضفي على البيت جواً من الجدية والصلاح سعادتها بأبنائها كانت أكبر من أي شيء آخر، ونشأ في أسرة تعود في جذورها وأصولها هناك، وعندما انتقل والده إلى سوريا كان عمره سنتان أو أقل. وقد ترعرع الفتى مصطفى في ظل أسرة كبيرة العدد تضم الأب، والأم، وخمسة أبناء، والجميع في المدارس.
تنقل الوالد في مناطق كثيرة، ورحل من بلدة السلمية قرب حماة؛ لأنه كان صاحب عنفوان، وإصرار على مواقفه تجاه أهل القرية، فهو لم يتبع الطقوس التي تؤمن بها الطائفة الإسماعيلية، وكان معظم سكان القرية منهم، فرحل بحثاً عن الرزق إلى الكويت في أوائل الخمسينات من القرن العشرين، فتحسنت أحوال الأسرة المادية بحيث استطاع الوالد تأمين أقساط المدارس.
وكانت والدته صوامة قوامة توفيت في لبنان بتاريخ 12 سبتمبر 2004م ولم يستطع المشاركة في جنازتها.

## دراسته، ومراحل تعليمه
درس المرحلة الابتدائية مجاناً في مدارس سوريا، ثم درس التعليم المتوسط والثانوي بالأقساط، وكان والده هو المعيل الوحيد، تخرج من الثانوية العامة ( الفرع العلمي) من مدينة سلمية التابعة لمدينة حماة .
ثم استأذن والده في السفر للدراسة في استانبول حيث درس في كلية الهندسة الكيميائية في جامعة استانبول، ثم تابع دراساته العليا حتى حصل على شهادة الماجستير في الهندسة الكيميائية من جامعة استانبول عام 1964م.

## أعماله، ومسؤولياته
عمل بعد إتمام دراسته في الكويت في قسم التكرير في شئون النفط في الأحمدي حتى العام 1979م.وتعرف على مشاري البداح المهندس الذي تخرج من أمريكا وكان صهراً للشيخ عبد الله العلي المطوع .
ساهم في تأسيس الاتحاد الإسلامي العالمي للمنظمات الطلابية (IIFSO) عام 1969، وانتخب عضواً في الأمانة العامة في الدورات 1969م، 1971م، 1975م، 1977م.
وانتخب أميناً عاماً للاتحاد في يوليو 1980م..وعمل مع الأستاذ إبراهيم منير في مكتب الاتحاد الإسلامي العالمي، فأحبه وبقي معه سنوات عديدة.
أشرف مباشرة على مشروع الكتاب الإسلامي وترجمته إلى أكثر من سبعين لغة ضمن سلسلة كتب الاتحاد الإسلامي العالمي للمنظمات الطلابية.
أشرف مباشرة على إصدار مجلة الأخبار باللغتين العربية والإنجليزية منذ صدورها عام 1969م.
شارك في تأسيس الندوة العالمية للشباب الإسلامي في الرياض، وتم اختياره عضواً في الأمانة العامة للندوة.
ثم صار هو الأمين العام لاتحاد المنظمات الطلابية (SOU).
وفي تركيا اتصل بالأستاذ نجم الدين أربكان الذي أسس حزب النظام، وتعرف عليه وزاره في منزله برفقة الشيخ أمين سراج ، وكان الطحان هو الوسيط بين عبد الله العلي المطوع وبين أربكان.
وارتبط الطحان مع أربكان برابط حب قوي فقد ترجم محاضرته الرائعة تحت عنوان الحوار بين الإسلام والغرب ونشرها باللغة العربية بعنوان مستقبل الحوار بين الإسلام والغرب.
وفي المؤتمر الإسلامي الذي انعقد في مكة المكرمة بمناسبة احتلال الكويت تحدث أربكان ووضع خطة عملية لإنقاذ الكويت وكان الطحان معه يترجم كلامه، وقد أرسله أربكان مع الأخ أوغوزخان أصيل تورك وزير الداخلية السابق لمتابعة قضية وقف إطلاق النار في أفغانستان فزار الوفد موسكو وكابول .
وقد ترجم له الطحان وكان معه في مؤتمر دافوس فدعا إلى التحاور بدل التآمر والصدام ..وحضر معه مؤتمر اسنا المنظمة الإسلامية في شمال أمريكا.
وقد أرسله أربكان مع الشيخ فاتح أمين سراج مع رسالة من أربكان فأوصلوا الرسالة إلى المفتي محمد يعقوب يحثهم فيها أربكان على توحيد كلمة المسلمين في رومانيا.
وسافر الطحان مع أربكان لإجراء المصالح وتوحيد فصائل المجاهدين في أفغانستان، وزار موسكو وطشقند، ثم وصل كابول فشاهد السفور في شوارعها بفعل ما أحدثه الشيوعيون.
واختاره السيد أربكان أميناً عاماً للتنسيق بين الحركات الإسلامية واختاره أميناً عاماً للتجمعات الإسلامية التي كانت تلتقي على هامش احتفال فتح استانبول يوم 29 مايو من كل عام .........
وكان الطحان إلى جانب أربكان في معظم أسفاره داخل تركيا وخارجها وفي المنطقة العربية وفي أفريقيا وفي أوربا وأمريكا.
وعندما صار أربكان رئيساً للوزراء عام 1996م كان يستقبل مصطفى الطحان عندما يزوره في مجلس الوزراء قبل الآخرين مهما علت مراتبهم.
-حضر مؤتمر الخرطوم في يونيو عام 1981م الذي دعا إليه المجلس الإسلامي الأوربي حضره أربكان والصادق المهدي، وعبد الرحمن خليفة وكان موضوع اللقاء تطبيق الشريعة الإسلامية.
- وحضر اللقاء في جنيف في سويسرا في مارس 1981م وكان موضوع اللقاء: الإسلام دعوة التحرير وكان من جملة الحضور شيخ الأزهر وأربكان، وخورشيد أحمد، وأحمد بن بلا، وعمر عبد الرحمن، وحسن التل، ومحمد عبد القدوس، وحافظ سلامة، ومحمد حلمي مراد، ..وألقى الطحان كلمة تحدث فيها عن دور الاستعمار الغربي في القضاء على المدارس العربية والفكرة الإسلامية، ونشر المدارس التبشيرية مكانها.. فنالت كلمته إعجاب الجميع.
- وحضر مؤتمر الباكستان في إسلام آباد، وكان موضوع النقاش (حول الدستور الإسلامي).
- وحضر الطحان في مرة رابعة المؤتمر الذي انعقد في استانبول في 28 مايو 1987م بضيافة نجم الدين أربكان.
- وانعقد المؤتمر الخامس في الخرطوم بالسودان حضره أربكان، وفريد عبد الخالق، وعبد الرحمن خليفة، وحسن التل، وبرهان الدين رباني، وصادق المهدي، وبعد المؤتمر اشترك الطحان مع الوفود برحلة جميلة في النيل.
- وبعد اختياره أميناً عاماً للاتحاد العالمي للمنظمات الطلابية عام 1969م زار البلدان، وأسس الفروع، وترجم الكتب، وطبعها باللغات المختلفة، فزار القارة الأوربية مثل:
- بريطانيا:  وتعرف على أحمد الراوي ، ومصطفى عثمان، ومعشوق علي، ومحمود الخاني، وإبراهيم منير .
- وفي فرنسا: التقى بالشيخ فيصل مولوي، ورئيس اتحاد الطلبة في فرنسا مسلم شرف الدين ...
- وزار إيطاليا: والتقى هناك بعدنان سعد الدين في مخيم كان بقيادة علي أبو شويمة.
- وفي اليونان: تعرف على الأخ تيسير غزلان، وأحمد عودة...
- وفي المجر : تعرف على أبي دجانة أحمد عبد الحليم، وأيمن نور، وشكل اتحاد الطلبة المسلمين في المجر .
- وفي يوغسلافيا: تعرف على علي عزت فيغوفتشن ونزار أمير، ود. فاتح حسنين..
- ثم زار بلجيكا، وألمانيا، والتقى بالعطار، كما زار النمسا، وإسبانيا، وتعرف بهيج ملا حويش، ومحمد قطب، وعدنان سعد الدين، والسنانيري، وعباسي مدني....
- وزار بولندا، وتعرف على جهود د. خالد العزعزي، وزار معه معظم قرى التتار.
- ثم زار الطحان سويسرا، والسويد، وإيرلندا، وكان يدعو إلى الله في كل كان نزل فيه.

## جهوده في الدعوة
تعرف في تركيا على ثلة من الشباب المؤمن من أمثال نجم الدين أربكان، وقرأ بنهم كتب الإمام الشهيد حسن البنا، وسيد قطب، وبقية المفكرين.
وعندما سافر إلى الكويت تعرف على الشيخ عبد الله العلي المطوع عن طريق الحاج رسلان الخالد (حماة)، كما تعرف على الشيخ الداعية عبد الله العقيل.
وعندما انتشرت دعوة الإخوان في الوطن العربي على أيدي الدعاة الذين يرسلهم الإمام البنا حيث جاء الشيخ عبد العزيز جلال، وعبد الحميد فودة إلى الكويت والبحرين، وكان لكتب الإخوان، ومجلاتهم، ومراكز الطلاب دور في نشر الدعوة في ربوع الأرض.
هذه الجهود المباركة فتحت عينه على هذا الخير المتدفق والعمل المبارك، فتردد الطحان على ديوانية المستشار عبد الله العقيل، والتقى بمجموعة طيبة من شباب الإخوان يأتي على رأسهم الرجل الصالح، والداعية الموفق عبد الله العلي المطوع الذي وقف إلى جانب الأستاذ الطحان مواقف رجولة نادرة طوق بها عنقه.
كما تعرف الطحان في الكويت على الأستاذ الطموح عبد الواحد أمان وتعرض بسببه لمحنة شديدة، ثم برأه الله بعد محاكمة طويلة ترأسها المستشار سالم البهنساوي، والدكتور خالد المذكور، والرجل الصالح نادر النوري، وبعد الاستماع إلى حجج الطرفين ظهر الحق، وظهرت براءة الأستاذ الطحان.
وتعرف على الشيخ عبد الرزاق المطوع رئيس جمعية الإرشاد الإسلامي بعد استقالة الأخ عبد العزيز المطوع . .،فكان الطحان يتردد إلى دكانه برفقة والده، وكان من عادته أنه يقرأ لهم الصحف الإسلامية، ويعلق على الأخبار ولا سيما ما يتعلق بشأن الدعوة الإسلامية المعاصرة.
وكان الشيخ عبد الرزاق المطوع موئلاً للغرباء يقضي حوائج الناس، ويمشي في خدمتهم، وكان مكان عمله قريباً من مكتبة المنار الإسلامية في الكويت، فكان الإخوان يجتمعون فيها، فراح مصطفى الطحان يقرأ إصدارات مكتبة المنار الدعوية والاقتصادية، والسياسية، وبقي في الكويت شهراً، ثم عاد إلى استانبول ليواصل دراسته، وبعد سنتين سافر إلى الكويت؛ ليتزوج من ابنة الحاج علي الصالح الذي يعمل في الكويت. وهو من فرسان المسلمين في سلمية، ورفيق الحاج رسلان الخالد، تعرف الطحان على مصطفى علي الصالح، وربطت الصداقة بينهما، ثم عرف أن له أختاً فاضلة، فتقدم لخطبتها، ثم تمّ الزواج عام 1963م.

## معسكر الإخوان في منكشا
فوجئ مصطفى الطحان بأن إخوان تركيا يقيمون معسكراً في منطقة منكشا على ساحل بحر مرمرة، فترك زوجته العروس وحيدة، والتحق بإخوانه، وقد غمرته السعادة؛ لأنه لم يتخلف عن واجبه.
ورزق بمولودة اسمها هيفاء، وعاد الركب الثلاثة إلى الكويت عام 1964م بعد أن أنهى الدراسة، فعاش في الكويت تجربة روحية رائعة يتنقل بين تلاوة الشيخ الحصري في مساجد الكويت، وبين درس الشيخ فاتح نجيب- رحمه الله- الذي يلقيه كل جمعة مقتبساً من ( في ظلال القرآن).
وفي الكويت رزق بولده الثاني أيمن الذي ولد عام 1966م بعد عامين من ولادة أخته.
وفي 23 نوفمبر عام 1967م رزق بعمر بعد أن رأى في المنام من يأمره بهذا الاسم.
وفي 9 مارس 1971م رزق بمولود أسماه محمداً .
وفي 12 أكتوبر عام 1972م رزق بعبد الرحمن، وفي 19 سبتمبر عام 1980م جاءت رغد، وجاء أنس في 27 سبتمبر عام 1983م.
اشترى مع صديقه مصطفى الصالح بقالية في مكان قريب من المنزل، ثم اشترى بقالية ثانية، ولكن دخلها كان قليلاً فباعها.
ثم أسس مع إخوانه شركة عقارية بدأت بحوالي 30 ألف دينار، ثم صار ثمنها 90 ألفاً..، ودخل معهم عصام العطار شريكاً بألف دينار، فزادها الطحان 2 ألفاً، فصارت ثلاثة وبعد استشهاد زوجته انسحب فكان نصيبه يفوق الخيال.

## معسكر الشيوخ
وبعد نكسة حزيران عام 1967م قامت الحركة الإسلامية بتجاوز مشاعر الإحباط، فأسست قاعدة الشيوخ في الأردن، واجتمع مصطفى الطحان مع صديقه عبد العزيز علي الذي حرّض على الجهاد في فلسطين، ثم ذهب إلى هناك يدرب المجاهدين مع الشهيد صلاح حسن، واشترك في المعسكر عبد الله عزام، ومروان حديد ..وغيرهم، وكان دور الطحان ورفاقه استقبال الجرحى والشهداء، وتعاون مع (إبراهيم غوشة) في إصدار مجلة الجهاد يطبعها الأخ فوزي جبر، وكان الهدف تذكير الأمة بواجبها، وإحياء معاني الجهاد في نفوسها.
وقد مثل مصطفى الطحان طلاب الكويت في مؤتمر بيروت الذي أسس للعمل الطلابي الإسلامي العالمي، وقد ساعدهم أبو بدر، والمستشار العقيل.
وفي يوليو عام 1969م زار عصام العطار عندما كان مريضاً في بروكسل في بلجيكا، فسلم عليه، وقبّل رأسه، وكانت إلى جواره الشهيد بنان تواسيه، وتقوم على خدمته.

## وفاته
توفي الأستاذ الداعية مصطفى محمد الطحان في مدينة استانبول في تركيا في 26 أيلول عام 2019م، ودفن جثمانه الطاهر في مقبرة (مركز أفندي) باستانبول إلى جانب صديقه نجم الدين أربكان بعد تشييع جثمانه عقب صلاة يوم الجمعة من مسجد الفاتح؛ ليستقر في مثواه الأخير باستانبول المدينة التي أحبها، وأقر بفضلها الكبير في تشكيل فكره ووعيه.
وشارك في تشييع الجثمان سياسيون ومسؤولون أتراك بينهم (ياسين أقطاي) مستشار الرئيس أردوغان، ورئيس حزب السعادة (تمل قره ملا أوغلو).
وأدى المصلون صلاة الجنازة على روح الفقيد في مسجد الفاتح، وسط إسطنبول، قبل نقل الجثمان إلى مقبرة مركز أفندي، ليدفن الى جانب صديقه المقرب رئيس الوزراء التركي الأسبق نجم الدين أربكان (1996-1997)، حسب مراسلة الأناضول.
كما حضر رئيس حزب "الرفاه الجديد" فاتح أربكان، ورئيس الوزراء السابق أحمد داود أوغلو.
كما أشرف على إصدار مجلة الأخبار باللغتين العربية والإنجليزية منذ صدورها عام 1969.
وشارك في تأسيس "الندوة العالمية للشباب الإسلامي" في الرياض، وتم اختياره عضواً في الأمانة العامة للندوة.
رحيل الرجل ترك غصة لدى كبرى الحركات الإسلامية وأعلامها؛ حيث نعاه الكثيرون، مشيدين بخصالة والإرث الفكري الثري الذي تركة للأمة الإسلامية.
إذ نعاه نائب المرشد العام لجماعة الإخوان المسلمين إبراهيم منير، وقاله عنه في بيان إنه "كان حركة دؤوبة لخدمة الدعوة ونصرة قضايا الأمة وكان موقظا للوعي ومرشدا لشباب الصحوة".
كما نعاه "الحزب الإسلامي العراقي"، وعده، في بيان، من "أبرز رواد الإصلاح وقادة العمل الاسلامي"، مستذكراً "دوره المهم حين كان رئيساً للاتحاد العالمي للطلبة المسلمين، وأثره الفاعل في ترجمة ونشر العديد من الكتب النافعة .
ونعت الفقيد أيضاً حركة المقاومة الإسلامية (حماس)؛ حيث عدّته أحد أعلام الحركة الإسلامية المعاصرة.
وقالت الحركة عنه في بيان: "رحم الله أبا أيمن، الذي يغادرنا، بعد حياة حافلة قضى جلّها في العمل الفكري، والدعوي، والحركي، والنقابي، وكان خلالها علماً من أعلام الحركة الإسلامية المعاصرة".
ولإسطنبول التي دفن فيها الراحل مكانة كبيرة في وجدانه حيث أقر بفضلها الكبير في تشكيل فكره ووعيه في كتابه "تركيا التي عرفت من السلطان إلى أربكان"، قائلاً: "في هذا البلد العريق عشت أهم أيام حياتي، فيه تفتحت عيناي على أمور جديدة، وفيه عشت مفاهيم جديدة.. وخرجت منه بعد ست سنوات إنساناً آخر.. غير ذلك القروي الذي أذهلته أضواء المدينة".
رحمه الله تعالى لقد عشق إسطنبول وفي ترابها يوارى الثرى، وكان حركة دؤوبة لخدمة دعوته ونصرة قضايا أمته وموقظاً للوعي ومرشداً لشباب الصحوة
وكان رائداً من رواد العمل الطلابي الإسلامي وعوناً لكل المؤسسات الإسلامية العاملة.
ونعى الحزب الإسلامي العراقي، فضيلة الداعية، والكاتب الإسلامي الكبير مصطفى الطحان، والذي وافته المنية يوم أمس في مدينة اسطنبول .
وأشاد الحزب في نعيه بالفقيد الطحان، عاداً إياه من أبرز رواد الإصلاح وقادة العمل الاسلامي، مستذكراً دوره المهم حين كان رئيساً للاتحاد العالمي للطلبة المسلمين، وأثره الفاعل في ترجمة، ونشر العديد من الكتب النافعة .
كما ابتهل الى المولى القدير أن يتغمد الفقيد بواسع رحمته، ويجزيه عن أمتنا خير الجزاء، ويلهم أهله وذويه الصبر والسلوان.